# Carl Trost

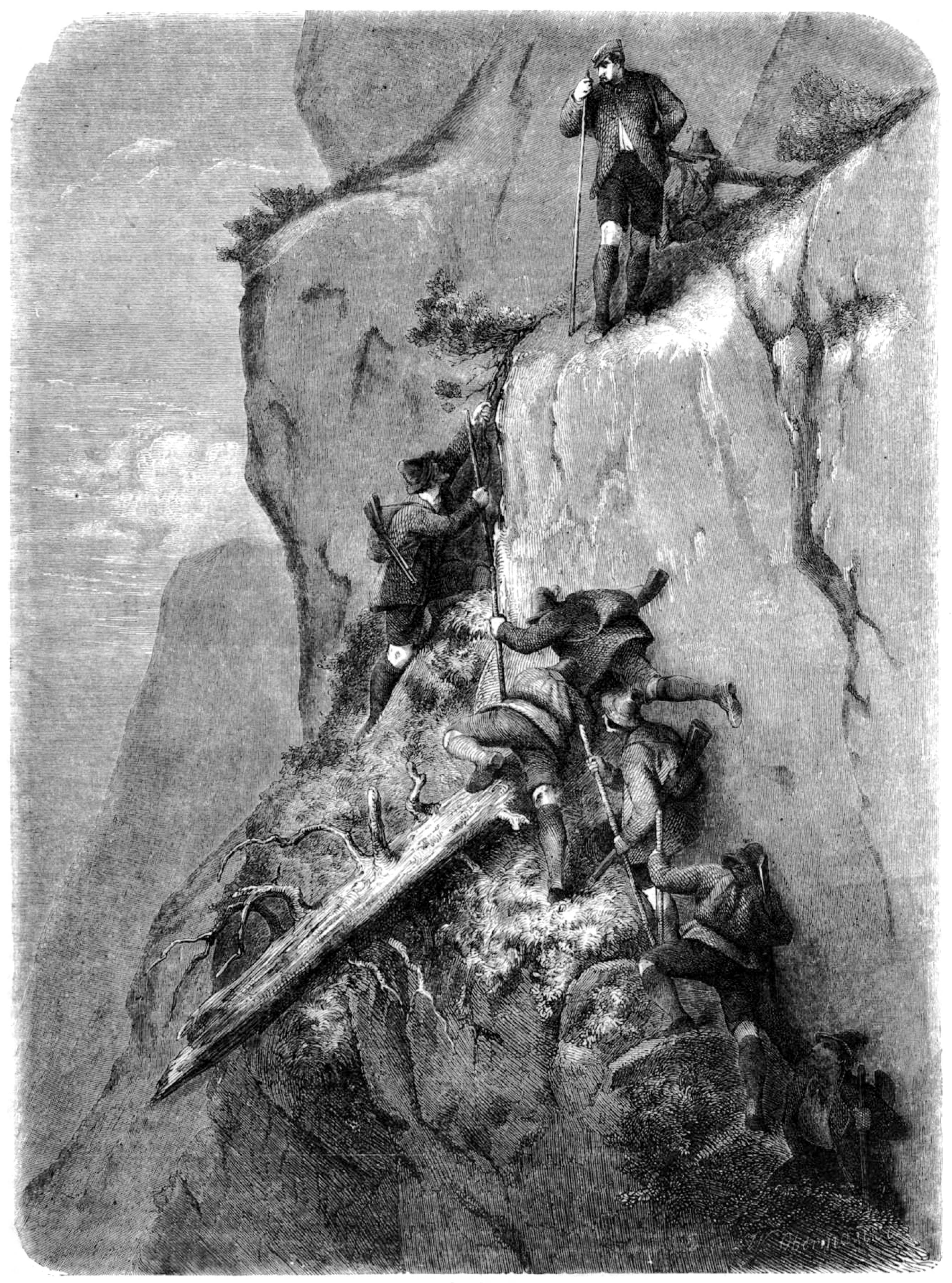
„Der Aufstieg“ (Gartenlaube, 1857)

Carl Trost (auch Karl Trost; * 25. April 1811 in Eckernförde; † 1. März 1884 in München) war ein deutscher Maler, Radierer, Zeichner, Illustrator und Graphiker.

## Leben
Er war Sohn eines zunächst in hessischen, dann in dänischen Diensten stehenden Genieoffiziers. 1817 zog die Familie auf Einladung des Königs Henri Christophe, der dem Vater eine Stelle als Artillerieoffizier angeboten hatte, nach Nord-Haiti. Die einheimische Bevölkerung mit ihrer aus Französisch und Haitianisch gemischten Sprache und die vielfältige tropische Natur übten nachhaltigen Einfluss auf das Kind aus. Nur mit Mühe gelang es der Familie, in der ungewohnten Umgebung zu überleben und einige Tropenkrankheiten zu überstehen. Durch einen Sturz vom Pferd bekam das Kind zudem auf Lebenszeit eine breite Stirnnarbe. Nach drei Jahren bat sein Vater um seine Entlassung, fiel dadurch in Ungnade und die Familie wurde in der Festung Fort Royal bei Sans Souci inhaftiert. Dort machte Carl seine ersten Studien im Zeichnen. 1820, nach dem Suizid des Königs, wurde die Familie freigelassen und erhielt die Erlaubnis zur Rückkehr nach Deutschland. Über Bremen und Fulda erreichte sie Kassel, wo der 16-jährige Carl in die Familie seines Onkels, des Hofgerichtsrates Friedrich Meisterlin, aufgenommen und ihm die Grundlagen einer weiteren Bildung vermittelt wurden.
1830 zog Trost nach München, um sich an der dortigen Kunstakademie und bei Peter von Hess der Historienmalerei zu widmen. 1834 wechselte er nach Düsseldorf an die dortige Kunstakademie. 1838 ging er nach Frankfurt an das Städelsche Kunstinstitut, arbeitete bei Philipp Veit und 1842 bei Jakob Becker. Er machte sich einen Namen mit historischen und religiösen Darstellungen, Familienszenen und Porträts und verkehrte mit Kollegen wie Moritz von Schwind und Otto Donner von Richter und Kunstmäzenen wie Franz von Bernus und Berthold Auerbach. Bei der Innengestaltung des Kaisersaals im Frankfurter Römer schuf er die Porträts von Ludwig dem Deutschen und Karl dem Dicken. 1848/49 zeichnete er Ferdinand Freiligrath. Zudem illustrierte er Bücher mit Radierungen, darunter Werke von Friedrich Rückert, Ludwig Uhland, Ludwig Tieck und Grimms Märchen.
Seine Wandbilder, darunter ein Hubertus, machten ihn dem Herzog Ernst von Sachsen-Coburg und Gotha bekannt, der ihn nach Gotha holte, von 1851 bis 1859 beschäftigte und 1856 mit dem Titel Hofmaler auszeichnete. Für ihn schuf er unter anderem ein Jagdalbum mit Porträts, Edelwild und Hunden und ein Porträt, das 1858 auf der Berliner Akademieausstellung gezeigt wurde.
Die weiteren Lebensjahre verbrachte er in München, 1865 bis 1867 unterbrochen durch einen dreijährigen Studienaufenthalt in Italien, der ihn nach Venedig und Rom führte, sowie eine Studienreise nach Paris. Er veröffentlichte Grafiken in Zeitschriften wie der Gartenlaube und den Münchener Bilderbogen. Seine Bilder fanden viele Abnehmer, zu den Käufern gehörten unter anderem Prinzregent Luitpold von Bayern, Franz von Bernus, Joseph Maillinger und der Münchner Kunstverein.

## Werke (Auswahl)

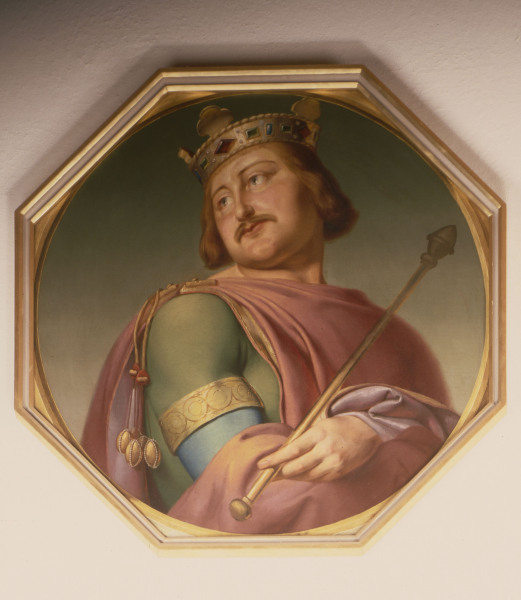
Karl der Dicke (Kaisersaal, Frankfurt am Main, 1840)
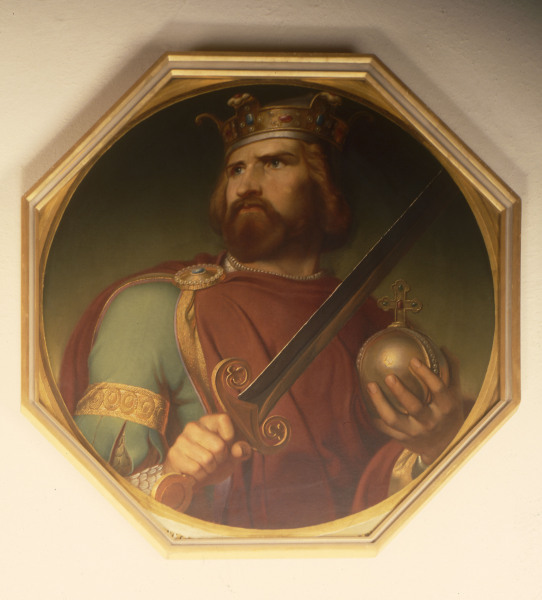
Ludwig der Deutsche (Kaisersaal, 1840)
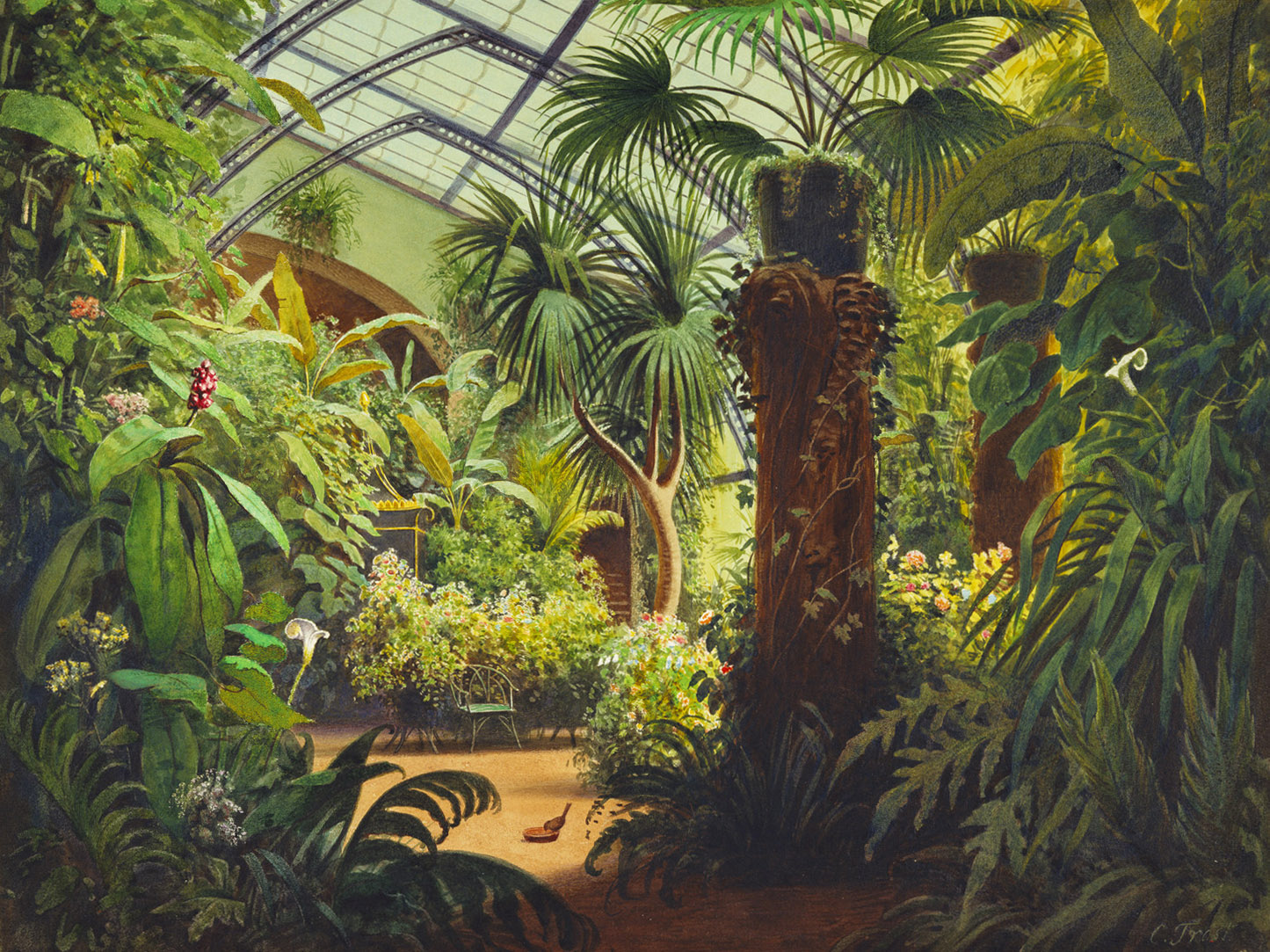
Wintergarten am Prinzenpalais (Gotha, um 1859)
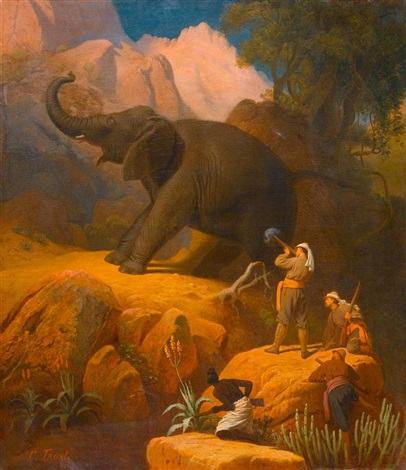
Herzog Ernst von Sachsen-Coburg und Gotha bei der Elefantenjagd (um 1850)
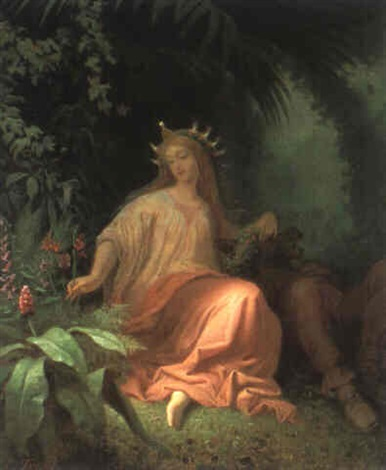
Titania aus dem Sommernachtstraum
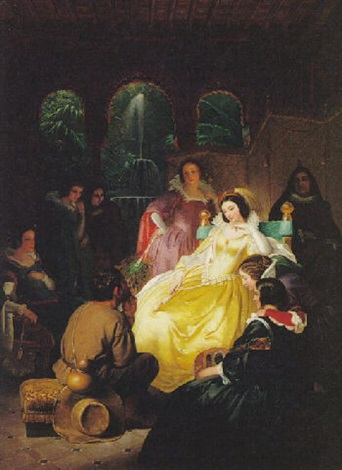
Die Geschichtenerzählerin
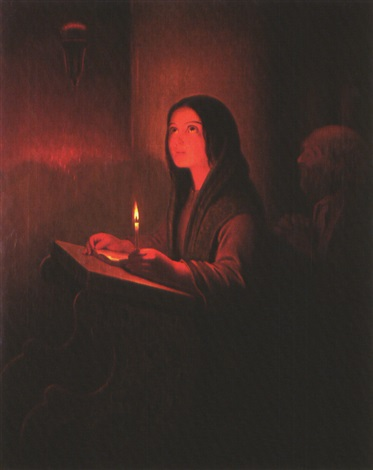
Junges Mädchen bei Kerzenschein